# Danny Trom
 (avril 2019).
Danny Trom est un sociologue, chargé de recherche au CNRS, membre du Laboratoire interdisciplinaire d'études des réflexivités - Fonds Yan Thomas et chercheur associé au Centre d'études juives, équipes de recherche de l'École des hautes études en sciences sociales (EHESS).
Il soutient sa thèse à l'Institut d'études politiques de Paris en 1996, intitulée La production politique du paysage : éléments pour une interprétation des pratiques ordinaires de patrimonialisation de la nature en Allemagne et en France sous la direction de Pierre Favre.

## Ouvrages

### Livres
- La Promesse et l'Obstacle. la gauche radicale et le problème juif, Paris, Le Cerf, coll. « Passages », 2007
- Persévérance du fait juif. Une théorie politique de la survie, Paris, EHESS/Gallimard/Seuil, coll. « Hautes études », 2018
- La France sans les Juifs. Émancipation, extermination, expulsion, Paris, Presses Universitaires de France/Humensis, série « Émancipations », février 2019[3]
- L'État de l'exil: Les juifs, l'Europe, Israël, Paris, Presses Universitaires de France, 2023 (ISBN 978-2130844631).

Comme éditeur :
- avec Laurence Kaufmann, Qu’est-ce qu’un collectif ? Du commun au politique, Paris, Éditions de l'EHESS, coll. « Raisons Pratiques », 2010
- avec Cédric Moreau de Bellaing, Sociologie politique de Norbert Elias, Paris, Editions de l'Ecole des Hautes Etudes en Sciences Sociales, 2022,  (ISBN 978-2713229046).

### Articles
- « The Politics of Galut: On the Rabbinical Tradition of the Least Bad Solution », Zutot n° 19, 2022, p. 42–54.
- « L’expérience duale de l’État-nation », dans B. Karsenti et D. Linhardt (éd.), État et société politique, Éditions de l’École des hautes études en sciences sociales, 2018, p. 83–103.
- « Mémoires juives », dans Y. C. Zarka (éd.), La France en récits, Presses Universitaires de France, « Hors collection », 2020, p. 531-539.

## Interventions
- « La France sans les juifs », retour sur l’expulsion silencieuse des juifs d’Europe, Le Monde, le 28 février 2019
- Une théorie politique de la survie, entretien avec Sylvain Bourmeau à France Culture dans l'émission La suite dans les idées, le 9 juin 2018